# Tom i Jerry i Sherlock Holmes
Tom i Jerry i Sherlock Holmes (ang. Tom and Jerry Meet Sherlock Holmes) – amerykański film animowany z 2010 roku w reżyserii Spike’a Brandta, wyprodukowany przez Warner Bros. Jest to pierwszy film z Tomem i Jerrym, który został wyprodukowany przez twórców Williama Hannę i Josepha Barberę z okazji 70-lecia kreskówki.

## Fabuła
W Londynie grasuje przebiegły złodziej biżuterii. Słynny Sherlock Holmes wraz ze swym pomocnikiem Watsonem, oraz Tomem i Jerrym postanawiają rozwiązać tę zagadkę. Dostają telegraf od piosenkarki - Red która prosi o pomoc. Zastaje ukradziony kolejny diament Gwiazda Punhabu (czytaj: Pendżabu). Wszystkie ślady wskazują na Red. Tom, Jerry i kuzyn myszki - ksiądz pomagają jej uciec przed policją. Piosenkarka postanawia ukryć się u profesora Moriarty’ego, tego który polecił jej Sherlocka Holmesa. Okazuje się, że to on jest złodziejem klejnotów, ale i one mu nie wystarczą. Chce on ukraść Klejnoty Korony. Holmes i Watson w ostatniej chwili powstrzymują profesora. Wszystko kończy się szczęśliwie. Panna Red wychodzi za mąż za przystojnego wilka, ale Tom i Jerry znów wchodzą w konflikt.

## Nawiązania
Przez większą część filmu występuje Droopy jako jeden z policjantów.

## Wersja polska
Dystrybucja na terenie Polski: Galapagos Films

Wersja polska: DubbFilm

Reżyseria: Dobrosława Bałazy

Dialogi: Kamila Klimas-Przybysz

Dźwięk i montaż: Izabela Waśkiewicz

Kierownictwo produkcji: Romuald Cieślak

Teksty piosenek: Andrzej Brzeski

Opracowanie muzyczne: Piotr Gogol

Wystąpili:
- Andrzej Ferenc – Sherlock Holmes
- Jerzy Słonka – Dr Watson
- Piotr Kozłowski – Profesor Moriarity
- Katarzyna Łaska – Red
- Marek Lewandowski – Spike
- Jacek Bursztynowicz – Butch
- Andrzej Arciszewski – Droopy
- Jarosław Domin – Tuffy
- Wojciech Machnicki
- Mikołaj Klimek
- Klaudiusz Kaufmann
- Hanna Kinder-Kiss
- Beata Łuczak
- Cezary Nowak
- Marek Bocianiak

Lektor: Paweł Bukrewicz